# Jean Lemoine

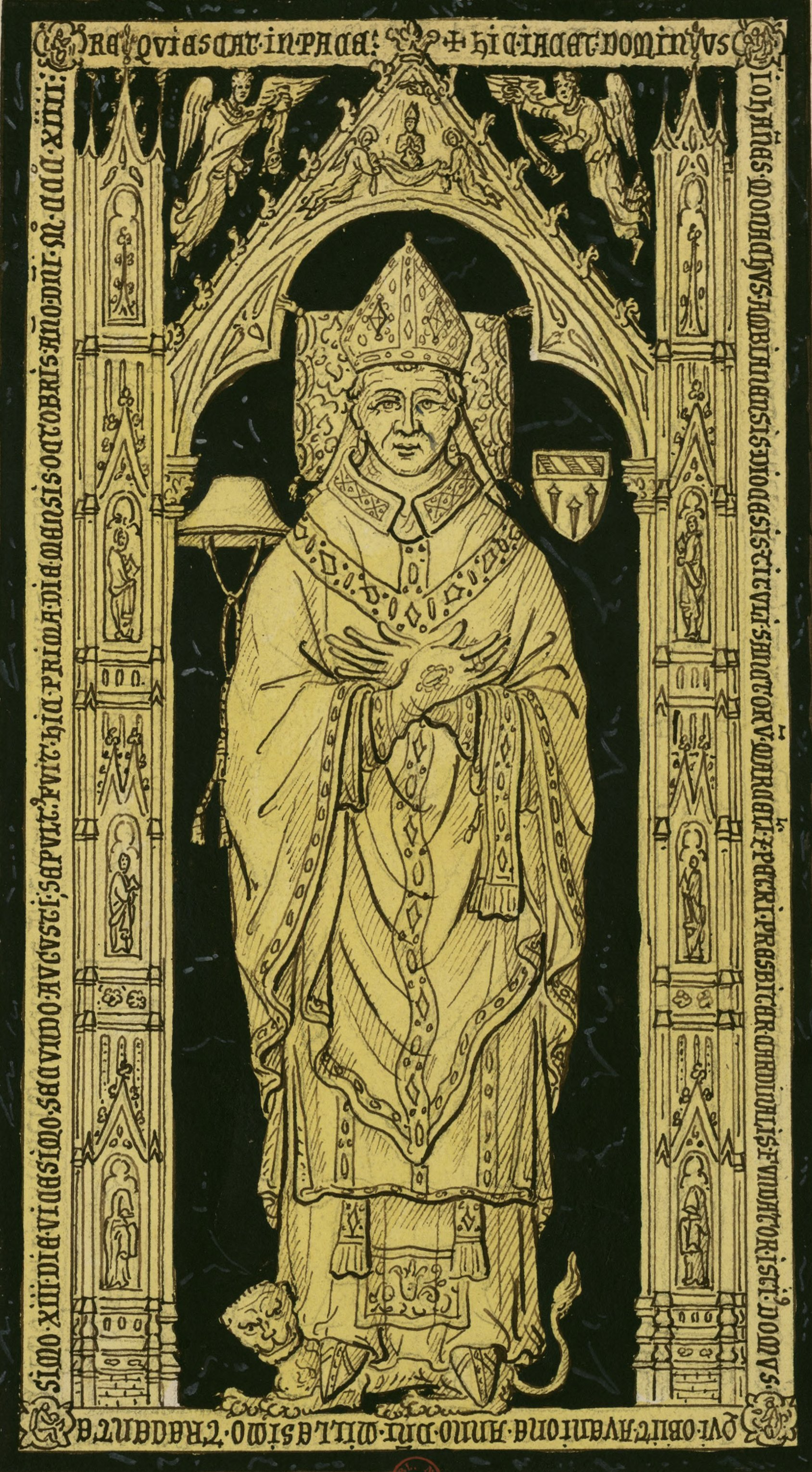
Grabmal aus Kupfer und Schiefer, auf dem das Bildnis eines Prälaten eingraviert ist

Jean Lemoine (* 1250 in Crécy-en-Ponthieu; † 22. August 1313 in Avignon) war Kardinal, Bischof von Arras und Päpstlicher Legat bei König Philipp IV. dem Schönen; er ist der Gründer des Collège du Cardinal Lemoine in Paris.

## Leben

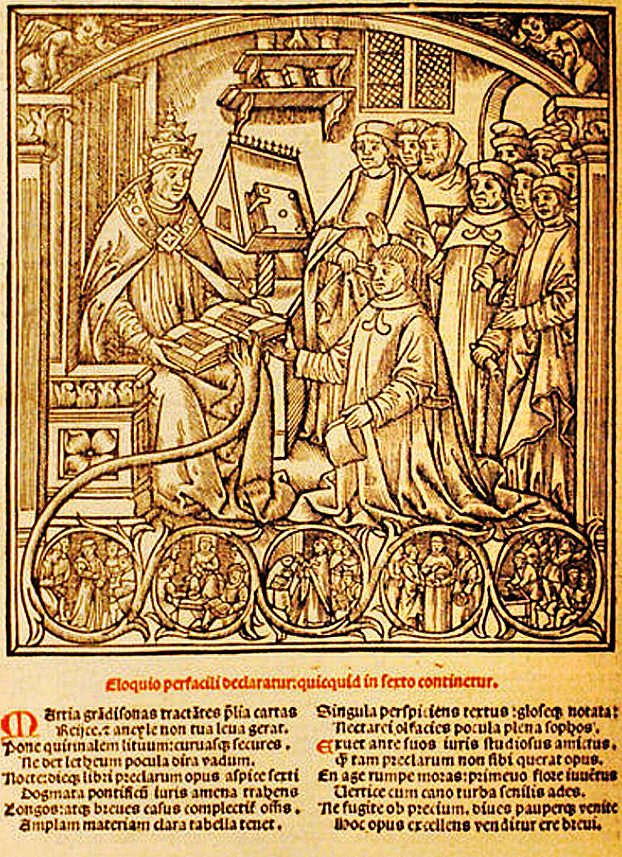
Jean Lemoine übergibt seinen Dekretalenkommentar Papst Bonifaz VIII. (Liber sextus Decretalium, Lyon 1511)

Nachdem er sein Studium der Theologie an der Universität Paris abgeschlossen hatte, ging er auf eine Reise nach Rom, wo er bald Zugang zur Rota bekam. Er schrieb einen vielbeachteten Kommentar zum 6. Buch der Dekretalen, der ihm 1294 den Kardinalspurpur einbrachte.
Papst Bonifatius VIII. sandte ihn 1302 als seinen Legaten nach Frankreich, wo er die Auseinandersetzungen zwischen Frankreich und dem Papst nach der Veröffentlichung der Bulle Unam Sanctam beenden sollte, eine Aufgabe, der er mit so viel Geschick nachkam, dass er sich das Wohlwollen des Königs erwarb, ohne das des Papstes zu verlieren. Seine Bemühungen, den König zum Nachgeben zu bewegen, um die Exkommunikation zu vermeiden, scheiterten jedoch.
Er stiftete in der Kathedrale Notre Dame, im Kirchenschiff und in der Nähe des Chors eine Kapelle, genannt Autel des paresseux (Altar der Faulen), kaufte 1303 den Augustinern ihren Standort in der Stadt ab, und gründete dort für hundert Stipendiaten das später nach ihm benannte Collège.
1305 nahm er am Konklave in Perugia teil, bei dem Clemens V. gewählt wurde, und folgte ihm nach Avignon, wo dieser seine Residenz nahm. Kardinal Lemoine starb hier 1313, sein Körper wurde nach Paris gebracht, wo er in der Kapelle des Collège beerdigt wurde.
Kardinal Jean Lemoine definierte als erster die für Strafprozesse wichtige Unschuldsvermutung und sprach sich ebenfalls für das zentrale Beschuldigtenrecht des rechtlichen Gehörs aus, das er theologisch damit begründete, dass Gott Adam und Eva die Gelegenheit gegeben habe, sich vor dem Erlass des Urteils der Vertreibung aus dem Paradies für das Verspeisen der verbotenen Frucht zu rechtfertigen (1. Moses 3/11-13): „Und er sprach: Wer hat dir gesagt, dass du nackt bist? Hast Du gegessen von dem Baum, von dem ich dir gebot, du solltest nicht davon essen?“ Da sprach Adam: „Das Weib, das du mir zugesellt hast, gab mir von dem Baum, und ich aß.“ Da sprach Gott der Herr zum Weibe: „Warum hast du das getan?“ Das Weib sprach: „Die Schlange betrog mich, so dass ich aß.“
Sein Bruder André Lemoine, Bischof von Noyon, der 1315 starb, wurde im selben Grab bestattet. Das doppelte Epitaph hierzu war Ende des 18. Jahrhunderts noch vorhanden.